# 307e régiment d'artillerie
Pour les articles homonymes, voir 307e régiment.
Le 307e régiment d'artillerie est un régiment de l'Armée de terre française.
Le 307e régiment d'artillerie lourde existe brièvement à la fin de la Première Guerre mondiale, de mars à août 1918. Le 307e régiment d'artillerie portée est créé en 1924 à la suite du passage à la réserve du 49e régiment d'artillerie, puis dissous en 1929. Il est recréé en 1939 et combat pendant la bataille de France de 1940.

## Création et différentes dénominations
- mars 1918 : création du 307e régiment d'artillerie lourde
- août 1918 : dissolution
- janvier 1924 : création du 307e régiment d'artillerie portée à partir du 49e régiment d'artillerie de campagne portée
- mai 1929 : dissolution
- août 1939 : 307e régiment d'artillerie portée
- juin 1940 : réorganisé

## Historique des combats et garnisons

### Première Guerre mondiale
Le 307e RAL existe brièvement de mars à août 1918, dans le cadre de la réorganisation de l'artillerie lourde hippomobile.

### Entre-deux-guerres
Le 307e régiment d'artillerie portée est créé le 1er janvier 1924 à partir du 49e régiment d'artillerie de campagne portée. Il est rattaché au 9e corps d'armée et caserné à Niort puis il est dissous le 5 mai 1929.

### Seconde Guerre mondiale
Le 307e régiment d'artillerie portée est recréé le 15 septembre 1939 par le centre mobilisateur d'artillerie no 11 (Vannes, Lorient et Nantes). Il est équipé de trois groupes de canons de 75 modèle 1897 portés.
En mai 1940, affecté au 16e corps de la 7e armée, il combat avec les 60e et 68e divisions d'infanterie dans la bataille des Pays-Bas et de Belgique mais subit de lourdes pertes. Réorganisé le 8 juin 1940 en régiment d'artillerie tractée par des camions et réduit à deux groupes par la fusion du Ier et du IIe groupes, il est destiné à prendre le nom de 326e régiment d'artillerie mais garde finalement son numéro.

## Traditions

### Étendard

Dessin du revers de l'étendard du.

Il porte, cousues en lettres d'or dans ses plis, les inscriptions suivantes :
- Mondement 1914
- La Malmaison 1917
- L'Avre 1918

Ces inscriptions sont reprises du 49e régiment d'artillerie[réf. nécessaire].

### Décorations
Le 307e RAP garde la fourragère aux couleurs de la croix de guerre 1914-1918 gagnée par le 49e régiment d'artillerie de campagne.

### Insigne
L'insigne du 307e RAP dans les années 1920 est une reprise de celui du 49e RACP, un éléphant portant un canon de 75 sur son dos.
Le 307e RAP recréé en 1939 porte un nouvel insigne : un écu azur avec deux canons croisés surmontés d'une tête de coq, et au centre un écusson doré portant une hermine entre deux cœurs[réf. souhaitée].